# خوتکای دارچینی
خوتکای دارچینی (نام علمی: Anas cyanoptera) نام یک گونه از سرده انس است.